# 刘志丹将军殉难处
刘志丹将军殉难处，位于山西省吕梁市柳林县城西35公里三交镇党家寨，是中华人民共和国山西省文物保护单位之一。
1986年8月18日，授予山西省文物保护单位，是一座革命遗址及革命纪念建筑物。